# Noviomagus Batavorum
Noviomagus Batavorum era il nome dell'antica fortezza legionaria della provincia romana della Germania inferiore, che corrisponde all'odierna città olandese di Nimega. Era posizionata sul limes nei territori della tribù germanica dei Batavi e davanti a quella dei Frisi, e ai fiumi Waal e Reno.

## Storia

### Da Augusto a Vespasiano
Con la fine dell'13 a.C., Druso maggiore, fratello del futuro imperatore Tiberio, decise di posizionare presso la località di Noviomagus Batavorum un primo accampamento semi permanente legionario. Egli infatti, l'anno successivo (12 a.C.) compì la prima spedizione in territorio germanico, dopo aver respinto un'invasione di Sigambri, dei loro alleati Tencteri ed Usipeti. Penetrò, quindi, all'interno del territorio germano, passando per l'isola dei Batavi (probabili alleati di Roma) e devastando le terre di Usipeti e Sigambri. Dopo aver disceso con una flotta il Reno in direzione del Mare del Nord, si rese alleati i Frisi e penetrò nel territorio dei Cauci.

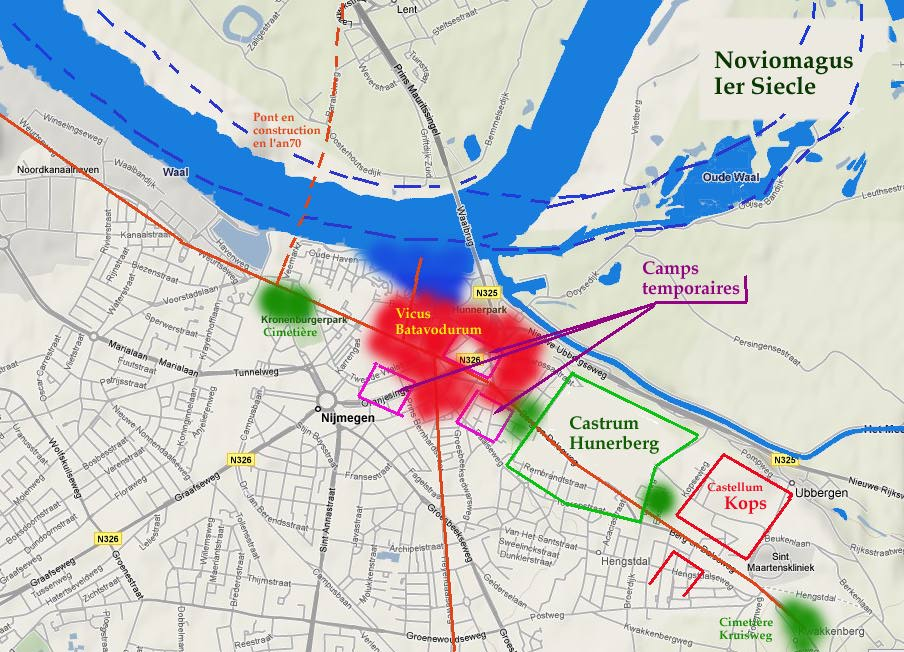
Pianta della fortezza legionaria, dei forti temporanei e del vicus di Noviomagus nel I secolo.

Nell'11 a.C. Druso operò più a sud, affrontando e battendo ancora una volta il popolo degli Usipeti. Gettò, quindi, un ponte sul fiume Lupia (che si trova di fronte a Castra Vetera, l'odierna Xanten) ed invase il territorio dei Sigambri (assenti poiché in lotta con i vicini Catti), costruendovi alcune fortezze (tra cui la latina Aliso); si spinse, infine, nei territori di Marsi e Cherusci, fino al fiume Visurgis, l'odierno Weser. Per questi successi ricevette gli onori trionfali (ovvero gli ornamenta triumphalia). Gli anni successivi il generale romano spostò il suo raggio d'azione più a sud e Noviomagus Batavorum potrebbe essere stato abbandonato come castra legionario a favore di Castra Vetera. Sul suo sito potrebbe essere sorto un forte ausiliario.
È anche vero che a Noviomagus potrebbe essere stato utilizzato anche in altre circostanze, come per le campagne militari del governatore Lucio Domizio Enobarbo (dal 3 all'1 a.C.) a cui apparterrebbe la costruzione dei cosiddetti pontes longi tra il Reno e l'Ems; o quelle di Tiberio del 4, quando lo stesso attaccò i vicini Bructeri; o nel corso delle campagne di Germanico del 14-16.

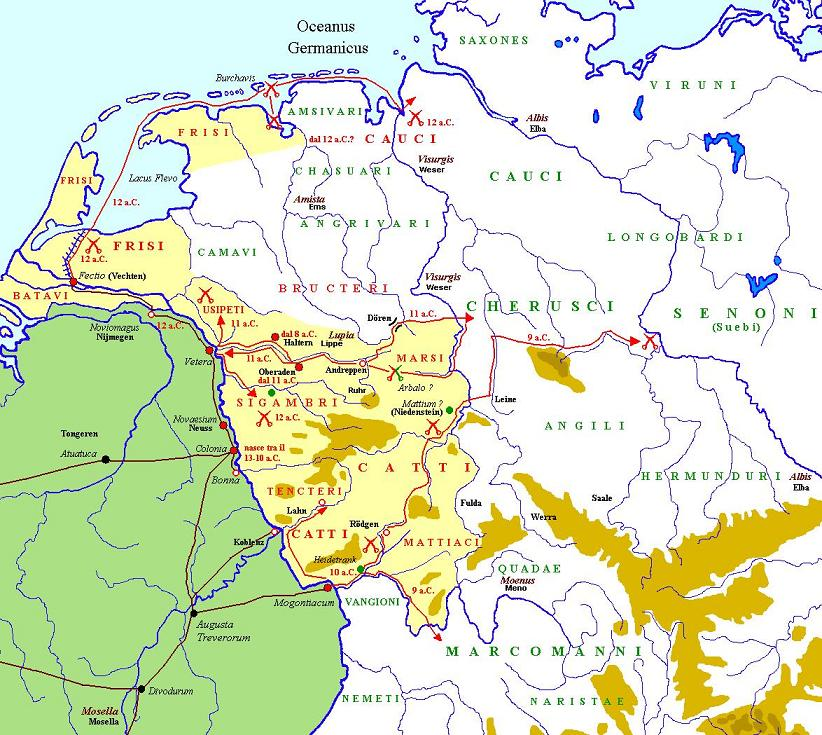
Le campagne di Druso maggiore in Germania dal 12 al 9 a.C.

Al termine di queste ultime operazioni del 16, l'imperatore romano Tiberio creava due nuove "aree militarizzate" ad ovest del fiume Reno, divenute settant'anni più tardi le nuove province della Germania inferiore e della superiore.
Con la morte dell'imperatore Nerone fu coinvolta nella Rivolta batava degli anni 69 e 70, al termine della quale il vicino villaggio, chiamato Oppidum Batavorum, ed il forte ausiliario furono distrutti. Sappiamo che in quegli anni vi transitò, anche se per poco tempo, la Legio II Adiutrix.
Con il nuovo imperatore Vespasiano, dal 70 a Noviomagus fu aperta una nuova fortezza legionaria, la cui difesa fu affidata alla Legio X Gemina.

### Da Domiziano a Costantino
A partire dall'84/87 Noviomagus Batavorum entrò a far parte della nuova provincia della Germania inferiore, che comprendeva tra i suoi insediamenti principali anche Castra Vetera (Xanten), Trajectum ad Rhenum (Utrecht), e Colonia Agrippinensis (Colonia, la capitale della provincia), arrivando a contare fino a ventisette tra forti e fortini ausiliari, le tre fortezze legionarie, al tempo di Vespasiano, lungo il limes che dalla foce del Reno conduceva al forte di Remagen.
Nel 104 l'imperatore Traiano, probabilmente dopo un suo breve soggiorno nel castra, decise di ritirare definitivamente la legio X Gemina a vantaggio del fronte pannonico, chiudendo la fortezza legionaria, e dando alla città il nuovo nome di Ulpia Noviomagus Batavorum. Esistono comunque evidenze che qui tornò a soggiornare, anche se per breve tempo, la legio IX Hispana dopo il suo ritiro dalla Britannia, in un periodo ipotetico che potrebbe collocarsi tra il 122 e quando Sesto Giulio Severo forse la convocò per la terza guerra giudaica.

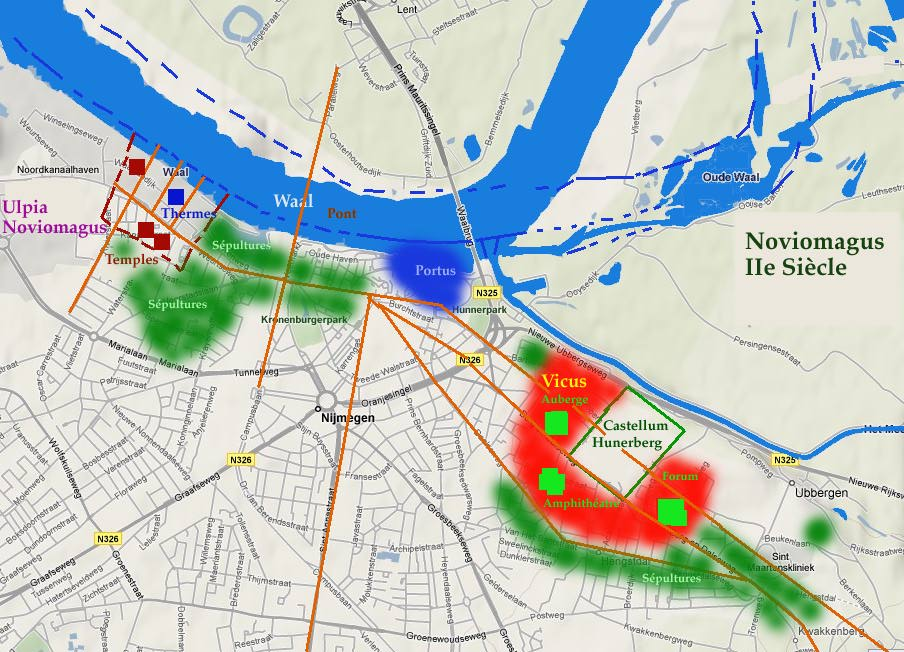
Pianta della fortezza legionaria e del vicus di Noviomagus nel II secolo.

Noviomagus fece parte per i secoli successivi del settore nord del limes renano, ed ebbe il difficile compito di respingere le numerose invasioni che si susseguirono in seguito alla formazione della confederazione germanica dei Franchi a partire dal III secolo. Attorno al 275 il vicus di Oppidum Batavorum fu abbandonato, come del resto l'intera area compresa tra i fiumi Mosa, Demer e Schelda; sotto Costantino I fu posizionato nel vicino forte ausiliario il numerus Ursariensium.

### IV secolo
Nel 342 la federazione dei Franchi fu protagonista di un'incursione in territorio gallico, condotta a partire dalla loro area d'insediamento presso il Reno. Furono respinti da Costanzo Cloro. Un decennio più tardi, nel 355-358 Giuliano trovò ancora le rotte del Reno sotto il controllo dei Franchi ed ancora una volta li pacificò. Roma garantì ai Franchi una fetta considerevole della Gallia Belgica, compresi i territori circostanti al castra di Noviomagus Batavorum.

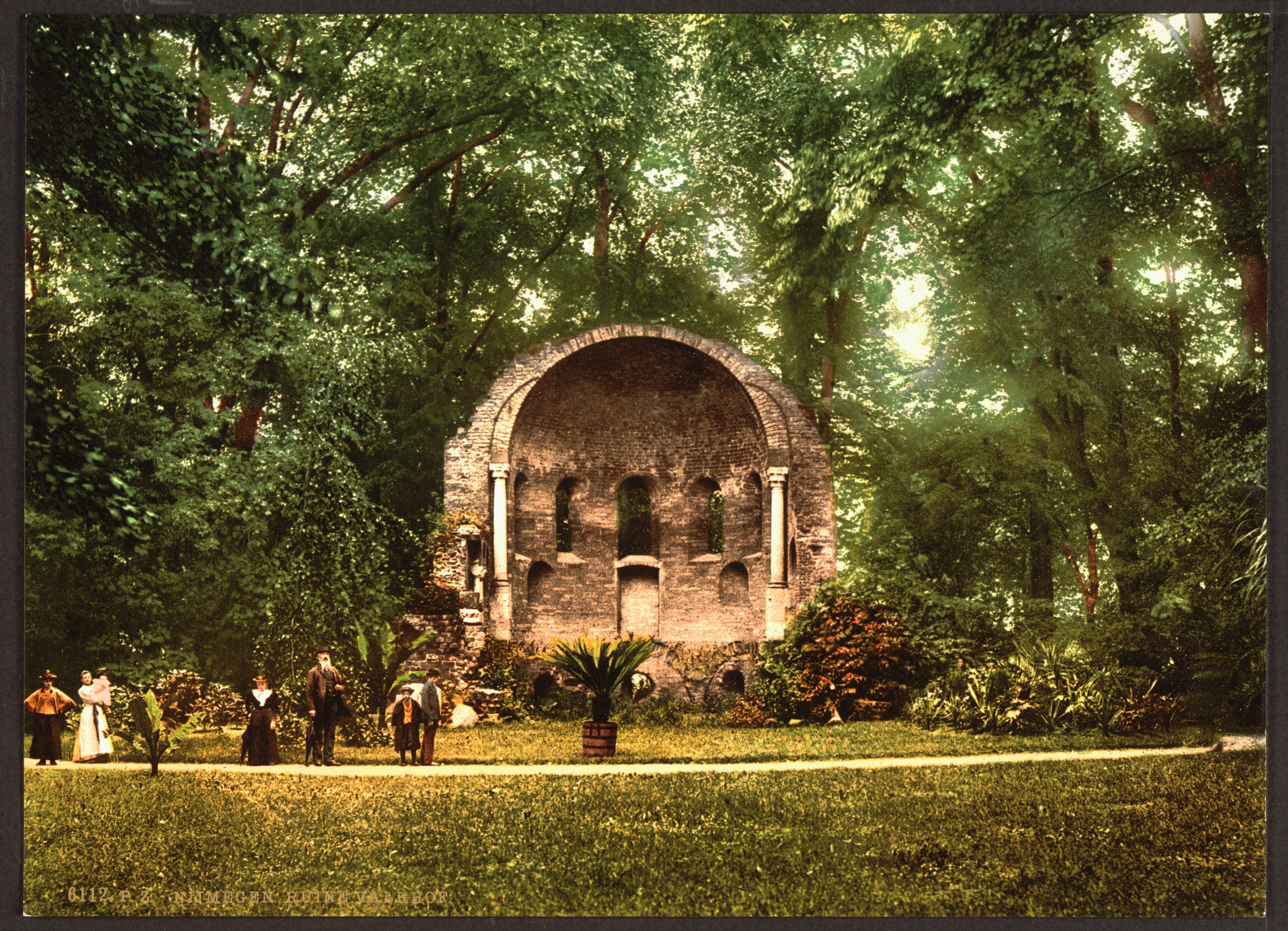
Rovine dell'antica Noviomagus Batavorum.

Da questo momento in poi i Franchi erano diventati foederati dell'Impero Romano. I Franchi divennero, quindi, il primo popolo germanico a stabilirsi permanentemente all'interno del territorio romano, incaricati di difendere la frontiera del Reno contro Alani, Suebi e Vandali. E proprio in questa località sembra che Carlo Magno abbia soggiornato in uno dei suoi palazzi in almeno quattro occasioni.
Poche sono le vestigia romane rimaste: una piccola parte delle vecchie mura della città oltre alle fondamenta dell'anfiteatro. Tuttavia, il museo Valkhof contiene una numerosa collezione di manufatti di arte romana, trovate nel corso degli anni.

### Fonti primarie
- Cassio Dione Cocceiano, Storia romana, LIV.
- Publio Cornelio Tacito, Historiae, IV.

### Fonti secondarie
- Bogaers, J.E., Die Besatzungstruppen des Legionslagers von Nijmegen im 2. Jahrhundert nach Christus, in 6th International Congress of Roman Frontier Studies, a cura di H. Schönberger, Colonia-Graz 1967.
- Brunsting, H. & Steures, D.C., The brick stamps and the occupation history of the legionari fortress at Nijmengen, in 16th International Congress of Roman Frontier Studies, a cura di W. Groenman-van Waateringe, B.L. van Beek, W.J.H. Willems e S.L. Wynia, Exeter 1997.
- Campbell, D.B., Roman legionary fortresses 27 BC - AD 378, Oxford 2006.
- Carroll, Maureen, Romans, Celts & Germans: the german provinces of Rome, Gloucestershire & Charleston 2001.
- Haalebos, J.H., Die früheste Belegung des Hunerberges in Nijmegen, in 18th International Congress of Roman Frontier Studies, a cura di P. Freeman, J. Bennett, Z.T. Fiema e B. Hoffmann, Oxford 2002.
- Keppie, Lawrence, The making of the roman army, University of Oklahoma 1998.
- Parker, H., Roman Legions, New York 1993.
- Shonberger, H., The roman frontier in Germany, Journal of Roman Studies 59, Londra 1969.
- Von Enckevort, H., The eastern canabae legionis of tne legio X Gemina on the Kops Plateau in Nijmegen (NL), in 18th International Congress of Roman Frontier Studies, a cura di P. Freeman, J. Bennett, Z.T. Fiema e B. Hoffmann, Oxford 2002.
- Wells, C.M.,The German Policy of Augustus, in Journal of Roman studies 62, Londra 1972.
- W.J.H. Willems, Early roman camps on the kops plateau at Nijmegen (NL), in XV Roman frontier studies, Exeter 1991.

### Personaggi
- Augusto e l'occupazione romana della Germania sotto Augusto
- Tiberio Claudio Nerone
- Gaio Giulio Cesare Claudiano Germanico e le sue campagne militari
- Vespasiano
- Traiano
- Costantino I

### Località geografiche
- Germania inferiore
- Lista di fortezze legionarie romane
- Limes romano
- Limes germanico-retico
- Nimega